# Charles Duret de Chevry de La Boulaye
 (août 2022).
Charles Duret de Chevry de La Boulaye, né vers 1645 et mort après 1695, officier de l'armée royale française et lieutenant du roi en Acadie de 1685 à 1690.

## Biographie
Charles Duret de Chevry de La Boulaye était le cousin germain de Charles-François Duret de Chevry, marquis de Villeneuve, promoteur de la Compagnie de la Pêche sédentaire de l’Acadie dirigé par le lieutenant du roi Clerbaud Bergier.
Charles Duret de Chevry de La Boulaye était officier dans l'armée royale en Flandres en 1677.
En 1685, il succède à Clerbaud Bergier comme lieutenant du roi en poste en Acadie.
Le 5 juin 1686, il accueillit au fort de Chedabouctou l'intendant de la Nouvelle-France et ancien gouverneur de l'Acadie, Jacques de Meulles. Il accompagna l'intendant pour une tournée d'inspection en Acadie et sur l'Île Royale. 
Il défendit plusieurs fois le fort de Chedabouctou d'attaques de flibustiers britanniques.
En 1689, n’ayant reçu aucune rémunération, il demanda une concession minière et un congé pour retourner en France, ce qu'il fit en 1690, selon le nouvel intendant de la Nouvelle-France, Jean Bochart de Champigny qui venait de succéder à Jacques de Meulles à ce poste de responsabilité, et qui relata le départ de Duret de Chevry de La Boulaye pour la France.
Dès 1691, il s'engagea dans des procès avec l'Amirauté pour ses émoluments à la Table de marbre du Palais. Il obtint enfin reconnaissance de ses droits en 1693 par un rendu de justice et obtint une quittance en mars 1694. 